# 2024-es romániai önkormányzati választások
A 2024-es romániai önkormányzati választásokon a municípiumok, városok és községek lakossága a polgármestereket, helyi és megyei tanácsosokat illetve a megyei tanácselnököket választhatta meg. A választási eljárás 2012 óta egyfordulós. A polgármesterek illetve megyei tanácselnökök relatív többséggel szerezhettek mandátumot. A választások időpontja 2024. június 9-re volt kitűzve.
A választásokkal egyidejűleg zajlott a 2024-es európai parlamenti választás Romániában.

## Induló pártok és pártszövetségek
A országos lefedettségű pártok minden megyében indítottak jelölteket. Közülük többen új választási koalíciót alkottak. A településeknél megjelentek a regionális vagy helyi jelentőségű pártok vagy szervezetek, bár a legtöbb helyen továbbra is kiemelkedő súlya van a nagy pártoknak. A polgármesteri megmérettetésen jelentős számú független jelölt indult.
A romániai magyar pártok mintegy tízezer jelöltet indítanak a megmérettetésen.
| Magyar párt neve                            | Induló jelöltek | Polgármester jelöltek | Megyei tanácselnök jelöltek |
| ------------------------------------------- | --------------- | --------------------- | --------------------------- |
| Romániai Magyar Demokrata Szövetség (RMDSZ) | 8 145           | 283                   | 12                          |
| Erdélyi Magyar Szövetség (EMSZ)             | 1 252           | 46                    | 3                           |
| Magyar Polgári Erő (MPE)                    | 286             | 8                     | 1                           |
| Székelyudvarhelyért Párt                    | 24              | 0                     | 0                           |

## Eredmények általános összesítésben
Este 22 óráig a választásra jogosultak 49.95%-a adta le szavazatát. A részleges és előzetes eredmények közvetítése már a szavazást követő éjszakától kezdve folyamatosan zajlott. A végleges eredmények a szavazás napját követően néhány nap elteltével voltak kihirdetve.

### Megyei tanácselnökök
| Párt neve                                   | Szavazatok száma | Szavazatarány | Tanácselnökök száma |
| ------------------------------------------- | ---------------- | ------------- | ------------------- |
| Szociáldemokrata Párt (PSD)                 |                  | 35,56%        | 25                  |
| Nemzeti Liberális Párt (PNL)                |                  | 29,15%        | 12                  |
| Romániai Magyar Demokrata Szövetség (RMDSZ) |                  | 6,04%         | 4                   |

### Megyei tanácsosok
| Párt neve                                   | Szavazatok száma | Szavazatarány | Megyei tanácsosok száma |
| ------------------------------------------- | ---------------- | ------------- | ----------------------- |
| Szociáldemokrata Párt (PSD)                 |                  | 35,50%        | 550                     |
| Nemzeti Liberális Párt (PNL)                |                  | 27,63%        | 436                     |
| Románok Egyesüléséért Szövetség (AUR)       |                  | 10,70%        | 159                     |
| Romániai Magyar Demokrata Szövetség (RMDSZ) |                  | 6,43%         | 104                     |
| Egyesült Jobboldal (ADU)                    |                  | 8,29%         | 80                      |

### Polgármesterek
| Párt neve                                          | Szavazatok száma | Szavazatarány | Polgármesterek száma |
| -------------------------------------------------- | ---------------- | ------------- | -------------------- |
| Szociáldemokrata Párt (PSD)                        |                  | 34,74%        | 1 674                |
| Nemzeti Liberális Párt (PNL)                       |                  | 29,07%        | 1 133                |
| Románok Egyesüléséért Szövetség (AUR)              |                  | 6,27%         | 30                   |
| Romániai Magyar Demokrata Szövetség (RMDSZ)        |                  | 4,32%         | 200                  |
| Egyesült Jobboldal (ADU)                           |                  |               | 16                   |
| Mentsük meg Romániát Szövetség (USR)               |                  |               | 10                   |
| Humanista Szociálliberális Párt (PUSL)             |                  |               | 2                    |
| Megújítjuk Románia Európai Projektjét Párt (REPER) |                  |               | 2                    |
| Romániai Ökológiai Párt (PER)                      |                  |               | 1                    |
| Romániai Német Demokrata Fórum (FDGR)              |                  |               | 5                    |
| Zöld Párt (PV)                                     |                  |               | 2                    |
| Függetlenek, Helyi szövetségek, Szervezetek        |                  |               | 134                  |

### Helyi tanácsosok
| Párt neve                                          | Szavazatok száma | Szavazatarány | Helyi tanácsosok száma |
| -------------------------------------------------- | ---------------- | ------------- | ---------------------- |
| Szociáldemokrata Párt (PSD)                        |                  | 32,52%        | 16 509                 |
| Nemzeti Liberális Párt (PNL)                       |                  | 26,13%        | 12 802                 |
| Románok Egyesüléséért Szövetség (AUR)              |                  | 9,53%         | 3 509                  |
| Romániai Magyar Demokrata Szövetség (RMDSZ)        |                  | 5,42%         | 2 525                  |
| Egyesült Jobboldal (ADU)                           |                  | 8,09%         | 907                    |
| Mentsük meg Romániát Szövetség (USR)               |                  | 1,82%         | 830                    |
| Népi Mozgalom Párt (PMP)                           |                  | 0,52%         | 238                    |
| Humanista Szociálliberális Párt (PUSL)             |                  | 1,47%         | 216                    |
| Megújítjuk Románia Európai Projektjét Párt (REPER) |                  | 0,80%         | 46                     |
| Romániai Ökológiai Párt (PER)                      |                  | 0,41%         | 79                     |
| Romániai Német Demokrata Fórum (FDGR)              |                  | 0,26%         | 43                     |
| Zöld Párt (PV)                                     |                  | 0,25%         | 79                     |
| Függetlenek, Helyi szövetségek, Szervezetek        |                  | 12,78%        | 1 903                  |

## Lásd még
- Romániai választások
- Romániai politikai szervezetek listája
- Románia megyéi
- Romániai magyarok